# Stanislav Tereba

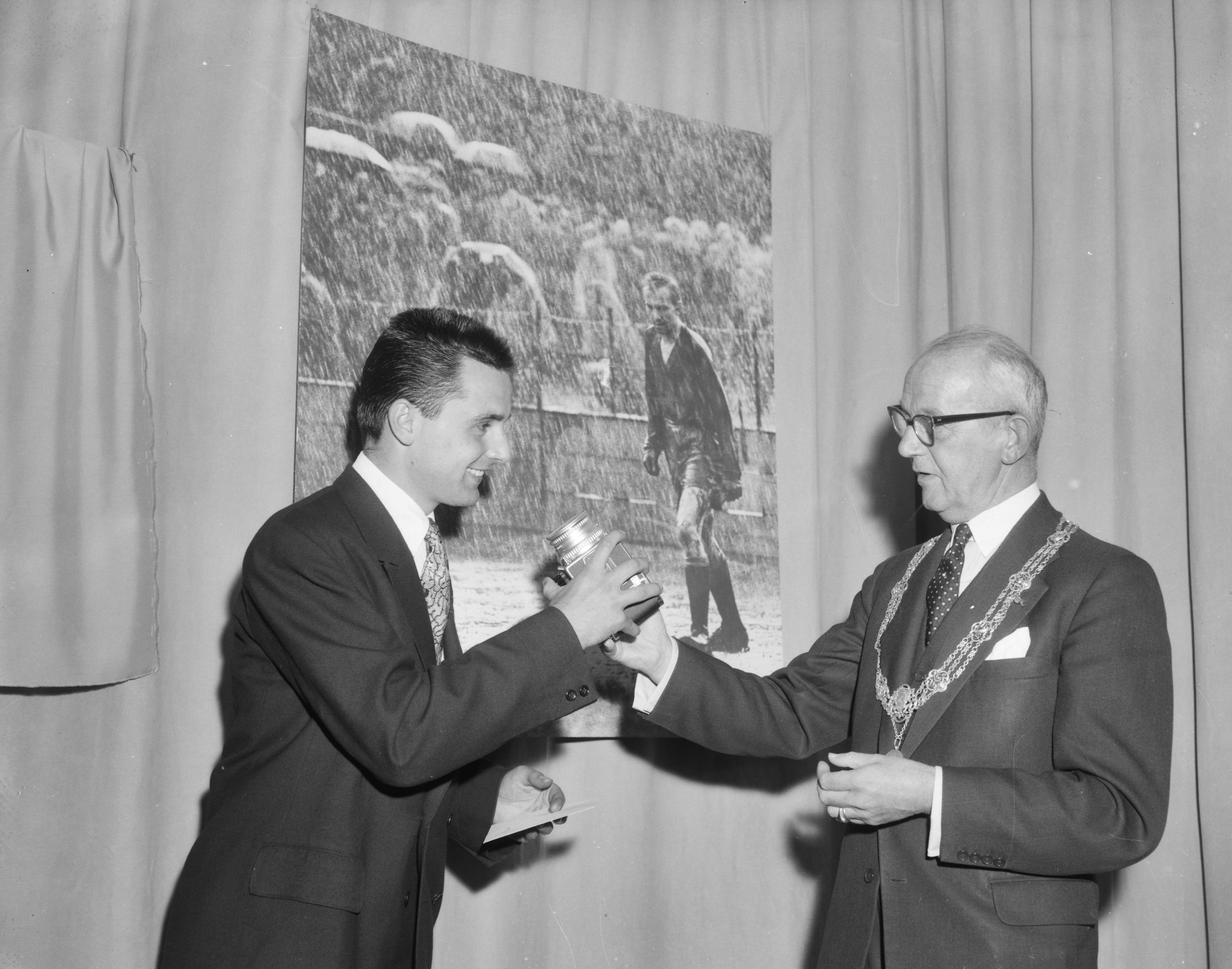
Tereba přebírá cenu World Press Photo od starosty Kolfschotena v Městském muzeu v Haagu, 10. září 1959

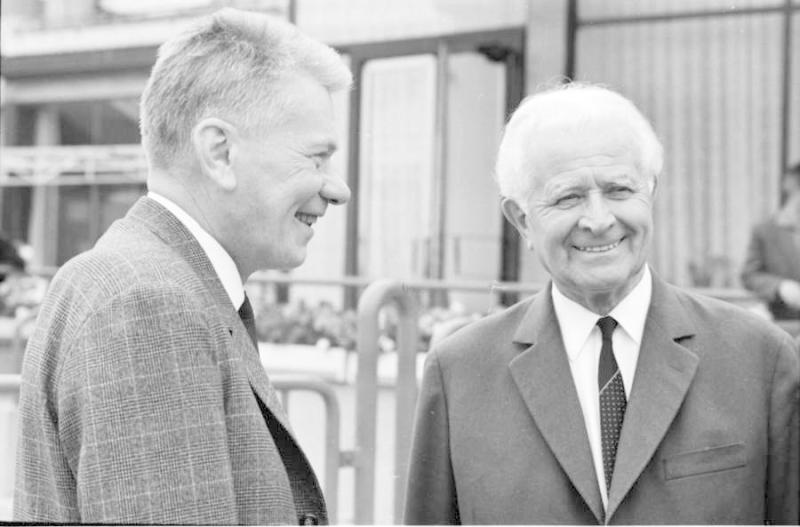
Fotografie Ludvíka Svobody a Josefa Smrkovského, kterou pořídil Stanislav Tereba

Stanislav Tereba (2. ledna 1938 Praha – 17. ledna 2023) byl český sportovní a reportážní fotograf. V roce 1959 obdržel prestižní cenu World Press Photo za snímek fotbalového brankáře Miroslava Čtvrtníčka Brankář a voda.

## Život a dílo
Stanislav Tereba se narodil roku 1938 v Praze v rodině stolního tenisty Václava Tereby. Vyučil se fotografem a od roku 1956 pracoval jako fotograf a laborant. Asi čtyři roky se živil jako technik a fotograf sportovního vybavení ve společnosti Start. Roku 1959 obdržel prestižní cenu World Press Photo za snímek fotbalového brankáře Miroslava Čtvrtníčka Brankář a voda.
Bylo to ve druhém poločase. Ostatní fotografové už o přestávce odešli, ale já jsem chtěl mít jiný záběr než ostatní.
Stanislav Tereba
V letech 1960–1990 byl fotoreportérem novin Večerní Praha, nejdříve štábním fotografem a pak i vedoucím fotografického oddělení. Do roku 2003 pracoval jako fotoreportér dalších periodik. Věnoval se sportovní fotografii, dokumentoval události pražského jara a okupaci v roce 1968, fotografoval známé osobnosti.
V roce 1961 poprvé fotil Karla Gotta a stal se jedním z jeho dvorních fotografů. Nejdříve portrétoval zpěváka v pražské kavárně Vltava, s fanynkou na hotelovém pokoji, s profesorem zpěvu Konstantinem Kareninem, během předávání Zlatého slavíka, ranní toalety v koupelně, v nemocnici při podezření na žloutenku nebo po autonehodě s vozem Alfa Romeo.
Šel jsem tehdy udělat pro kulturní rubriku Večerní Prahy fotografii ze soutěže Hledáme písničku pro všední den. Vedoucí kulturní rubriky redakce mi tehdy řekl - Stanislave, dojdi do Revoluční ulice, do kavárny Vltava, je tam nějaká pěvecká soutěž. Vyfoť tam takového hubeného a zubatého kluka, který zpívá, jako kdyby ho někdo škrtil. Určitě ho nepřehlédneš. A kdyby, tak se tam zeptej. Jmenuje se Karel Gott.
Stanislav Tereba
V roce 1964 byl Tereba hlavním podezřelým z vraždy ve Vysokých Tatrách, kauza se stala známou díky televiznímu seriálu 30 případů majora Zemana. Tereba byl v Tatrách na svatební cestě, když se u Skalnatého plesa objevila uškrcená dívka. Lidé popisovali, že s ní viděli fotografa, který vypadal jako on. Svědkové ale potvrdili, že se Tereba nehnul od své novomanželky.
Vzhledem k politické situaci v tehdejším Československu mohl Tereba pokrývat pouze sportovní akce ve východní Evropě. Jednou za rok mu bylo dovoleno cestovat do západní Evropy a Spojených států, aby pořizoval reportáže z mezinárodních sportovních událostí. V letech 1992 až 1997 byl Tereba štábním fotografem několika českých novin a časopisů jako Sport Plus, Dobrý Večerník nebo Pražské Noviny. V roce 1997 se stal fotografem na volné noze pro různá pražská periodika. Do důchodu odešel v roce 2004.
Stanislav Tereba zemřel 17. ledna 2023, bylo mu 85 let.

## Ocenění
- 1959: Hlavní cena a 1. cena v kategorii Sport, World Press Photo, Haag, Nizozemsko[13]
- 1960: Hlavní cena, Buenos Aires, Argentina
- 1961: 1. cena, časopis US Camera, USA
- 1962: 1. cena Vídeň, Rakousko
- 1965: Hlavní cena novinářská fotografie, Praha
- 1967: 1. cena žurnalistická soutěž 100 nejlepších sportovních fotografů roku, Praha
- 1977: 1., 2., a 3. cena, Nejlepší fotografie stolního tenisu, Tokio, Japonsko
- 1988: Stříbrná medaile, 1. mezinárodní fotografická soutěž, Peking, Čína

## Výstavy
Výběr z výstav:
- 1966: Samostatná výstava sportovní fotografie, Sportpalast, Západní Berlín
- 1966: Samostatná výstava Praha ve fotografii (Prag in der Fotografie), Berlín, NDR

## Publikace
- TEREBA, Stanislav. Profotografovaný život. Praha: Wico Production, 2005. ISBN 80-903613-0-7.